# ライベリー
ライベリー (英語:  Riberry) はフトモモ科の常緑低中木。オーストラリアのクイーンズランド州、ニューサウスウェールズ州の海岸に近い温帯雨林や熱帯雨林に自生する。果実は加工して利用される他、庭木や街路樹としてオーストラリアでは非常に人気がある。
別名としてチェリーサティナッシュ、チェリーアルダー、クローブ・リリーピリーなどがある。

## 特徴
樹高30m、幹径90cmに達し、旺盛に葉を繁らせる。主幹は真っ直ぐ伸び、樹皮は赤茶からピンクまで鮮やかに発色し、ユーカリのように薄くめくれる。栽培環境ではなかなか7m以上の高さには生育しない。

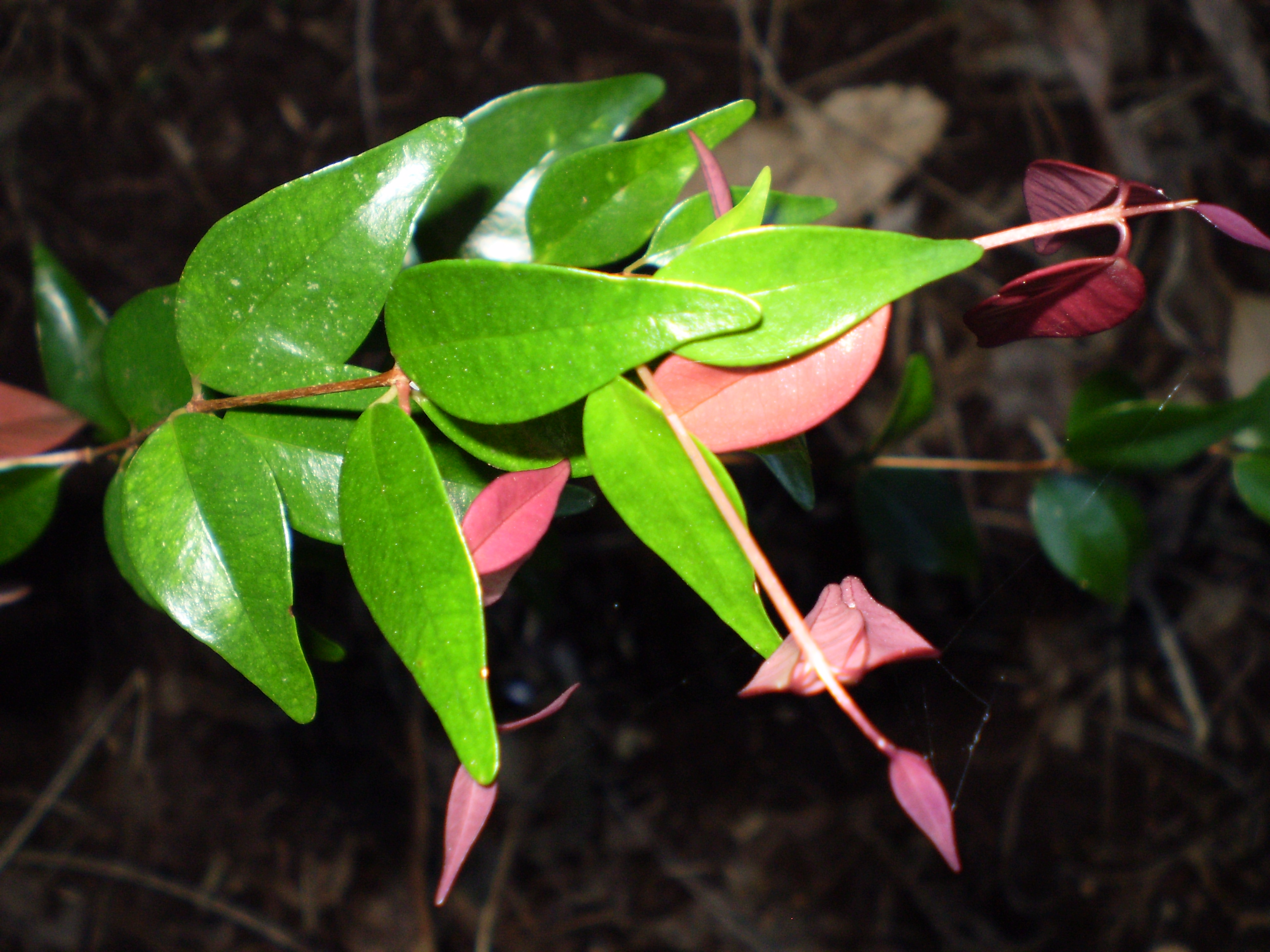
ライベリーの新葉

火山灰を多く含む土壌を好み、乾燥を嫌う。

### 葉と花
光沢のある葉は新葉のうちはピンクまたは赤く発色し、やがて濃緑へと変わっていく。葉には近縁のクローブに似た芳香がある。
開花時期は11月から12月。花弁は約1.5mmでクリーム色、集合花を成す。雄蕊は5mmほどの長さになり、フトモモ科の植物らしい特徴と言える。

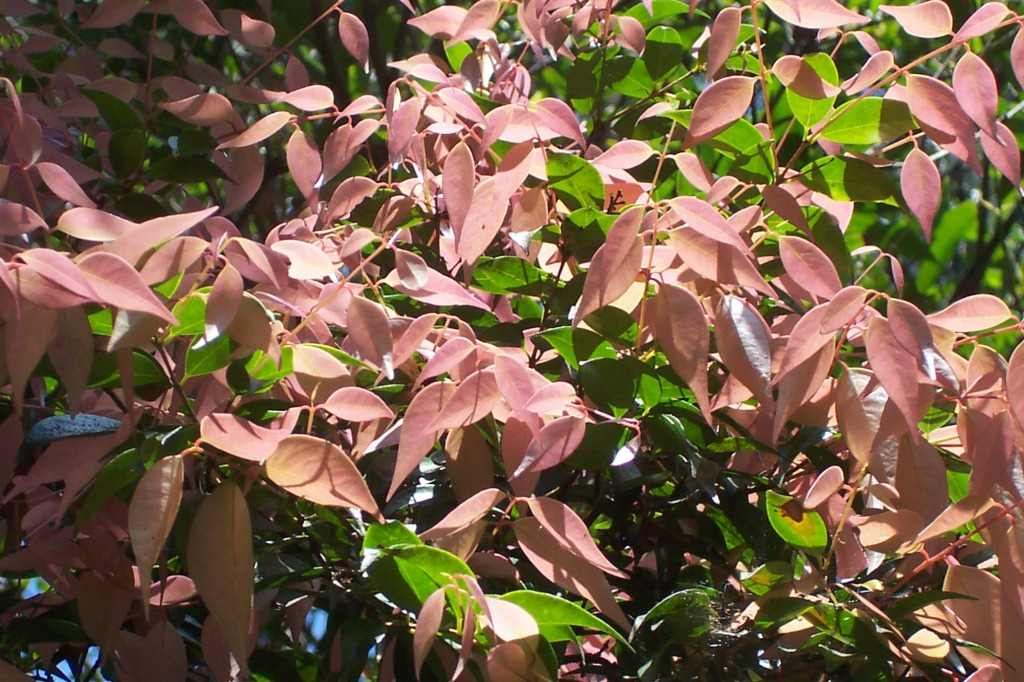
美しい新葉

### 果実
果実は直径約13mm、中に約4mmの種子を一つ含む。12月から2月頃に熟し、エミューなどの野鳥に好まれる。種子の発芽率はあまり良くない。
果実は酸味があり、クランベリーとクローブのような香りを持つ。その為、生食よりも個性的な風味のジャム、ソース、シロップ、お菓子に加工されることが一般的である。商業栽培はそれほど盛んではない。
1980年代前半から注目を浴びはじめたブッシュ・タッカーとしてはメジャーな存在になっている。